# Баньйоло-Кремаско
Баньйоло-Кремаско (італ. Bagnolo Cremasco, п'єм. Bagnolo Cremasco) — муніципалітет в Італії, у регіоні Ломбардія,  провінція Кремона.
Баньйоло-Кремаско розташоване на відстані близько 450 км на північний захід від Рима, 36 км на схід від Мілана, 45 км на північний захід від Кремони.
Населення — 4814 осіб (2014).
Щорічний фестиваль відбувається першої неділі серпня. Покровитель — святий Степан.

## Демографія
Населення за роками:

Станом на 1 січня 2023 року в муніципалітеті офіційно проживав 581 іноземець з 42 країн, серед них 249 громадян країн Євросоюзу та 1 громадянин України.

## Сусідні муніципалітети
- Аббадія-Черрето
- К'єве
- Крема
- Кресп'ятіка
- Палаццо-Піньяно
- Трескоре-Кремаско
- Ваяно-Кремаско